# Ve Neill
Ve Neill (nascida Mary Flores; Riverside, 1951) é uma maquiadora norte-americana que venceu o Oscar de melhor maquiagem e penteados em três ocasiões: por Beetlejuice, Mrs. Doubtfire e Ed Wood, ao lado de Steve La Porte, Robert Short, Rick Baker, Greg Cannom e Yolanda Toussieng.